# Evangelische Kirche (Dörnigheim)

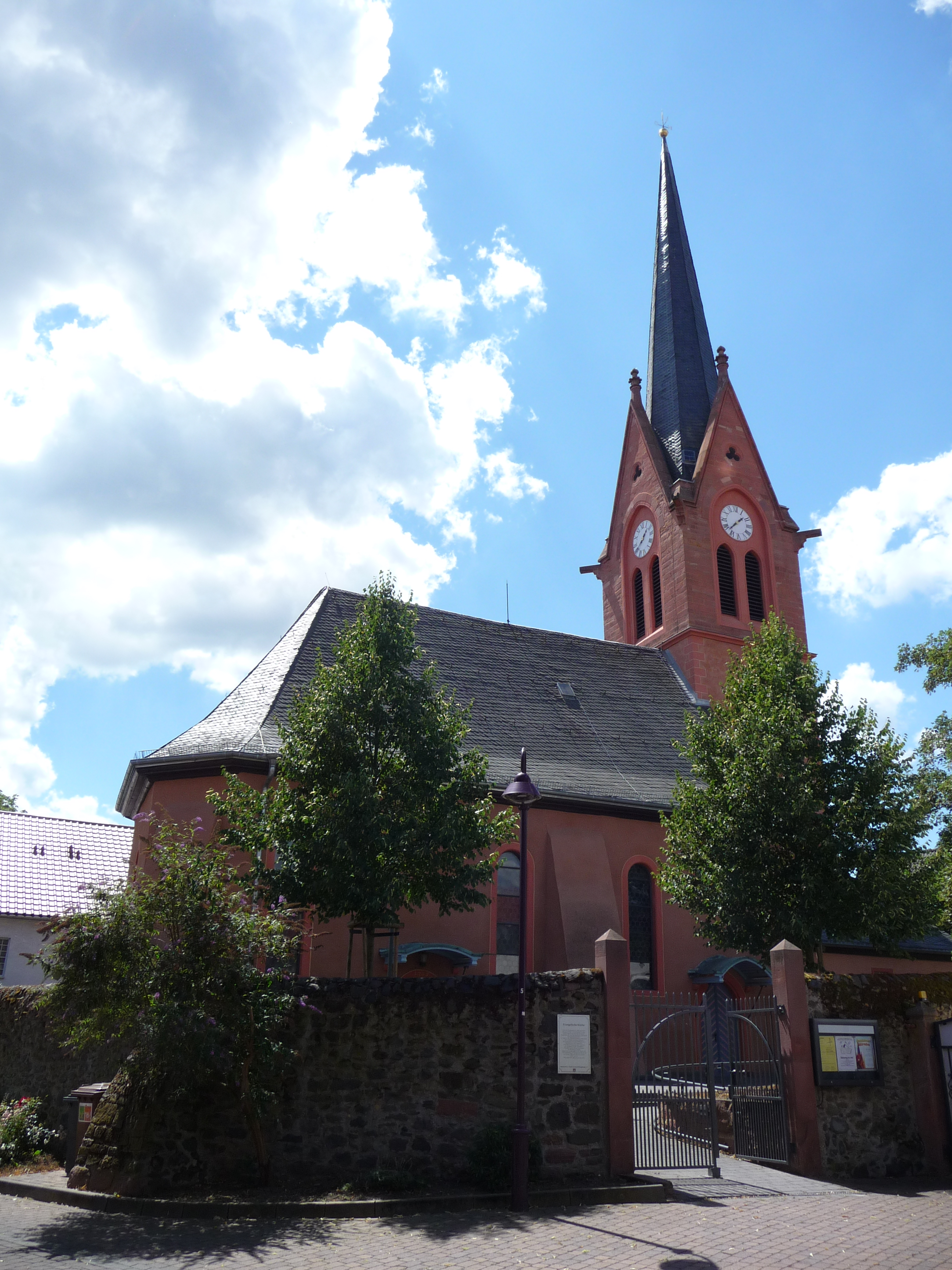
Evangelische Kirche (Dörnigheim)

Die Evangelische Kirche Dörnigheim ist ein denkmalgeschütztes Kirchengebäude, das in Dörnigheim steht, einem Stadtteil der Stadt Maintal im Main-Kinzig-Kreis in Hessen. Die Kirchengemeinde gehört zum Kirchenkreis Hanau im Sprengel Hanau-Hersfeld der Evangelischen Kirche von Kurhessen-Waldeck.

## Beschreibung
Der untere Teil des Kirchturms stammt aus dem späten 15. Jahrhundert, im Jahr 1877 wurde der obere Teil, der die Turmuhr und den Glockenstuhl beherbergt, errichtet. Die drei Kirchenglocken von 1877 sind in den Kriegen des vergangenen Jahrhunderts verloren gegangen, die jetzigen drei Glocken stammen von 1951. 
Die Saalkirche wurde 1705 umgebaut und erweitert. Die Nordwand des Kirchenschiffs wurde abgerissen und zwei Meter nach Norden wieder aufgebaut, die mittelalterliche Südwand blieb stehen. Sie mussten jedoch beide mit Strebepfeilern gestützt werden, um den Gewölbeschub des neuen Tonnengewölbes aufzufangen, das den Innenraum, in dem dreiseitig Emporen eingezogen wurden, überspannte. Der mit drei Seiten eines Achtecks abschließende Chor im Osten wurde in der zweiten Hälfte des 13. Jahrhunderts angebaut. Ein Triumphbogen verband ihn mit dem Kirchenschiff. 
Rund um den Turm entstand 1992 ein Anbau, der die Sakristei beherbergt. Die 1870–1872 von Georg Friedrich Wagner gebaute Orgel wurde 1967 von Heinrich Voigt auf 16 Register, 2 Manuale und Pedal erweitert.